# 戈文达
戈文达（Govinda，1963年12月21日—）原名戈文德·阿伦·阿胡贾（Govind Arun Ahuja），旁遮普人，生于印度马哈拉施特拉邦维拉尔，印度电影演员。

## 生平
戈文达是印度宝莱坞的知名演员。1986年出道，参演《Ilzaam》。此后到2010年代初已参演超过165部印度电影。1980年代，他演的电影种类很多，家庭片、剧情片、动作片、爱情片都有。1990年代，逐渐成为喜剧片演员。他曾12次获得印度电影观众奖提名，获得一次印度电影观众特别奖（Filmfare Special Award）及一次印度电影观众奖最佳喜剧演员奖（Filmfare Award for Best Comedian），还获得4次Zee电影奖（Zee Cine Awards）。他还曾经从政，是印度国大党党员，曾任第14届印度人民院议员。